# Leptochilus neutraliformis
Leptochilus neutraliformis är en stekelart som beskrevs av Gusenleitner 1977. Leptochilus neutraliformis ingår i släktet Leptochilus och familjen Eumenidae. Inga underarter finns listade i Catalogue of Life.